# Carpophthoromyia speciosa
Carpophthoromyia speciosa är en tvåvingeart som beskrevs av Albany Hancock 1984. Carpophthoromyia speciosa ingår i släktet Carpophthoromyia och familjen borrflugor.
Artens utbredningsområde är Madagaskar. Inga underarter finns listade.